# A Broken Frame
A Broken Frame è il secondo album in studio del gruppo musicale britannico Depeche Mode, pubblicato il 27 settembre 1982 dalla Mute Records.

## Descrizione
È il primo album a seguito dell'abbandono di Vince Clarke, fino ad allora principale compositore del gruppo, diventato un trio. Tutti i brani sono stati scritti da Martin Gore, che nel precedente Speak & Spell è stato protagonista di solo due degli undici brani presenti.

## Promozione
A Broken Frame fu reso disponibile verso la fine di settembre 1982 attraverso la Mute Records, anticipato da tre singoli diffusi tra gennaio e agosto: See You, The Meaning of Love e Leave in Silence. Nei relativi video musicali appare in formazione Alan Wilder, unitosi ai Depeche Mode come turnista in sostituzione di Clarke e in seguito divenuto componente ufficiale.
Dopo aver intrapreso la tournée See You Tour, il gruppo tenne il Broken Frame Tour, partito il 4 ottobre 1982 dal Goldiggers di Chippenham, e conclusosi il 28 maggio 1983 all'Euro Festival di Schüttorf come supporter di Rod Stewart.
Il 3 novembre 1982 fu commercializzata l'edizione statunitense di A Broken Frame per conto della Sire Records, che differisce da quella britannica per l'aggiunta dell'inedito Further Excerpts from: My Secret Garden e per una versione estesa di Leave in Silence.

## Tracce
Testi e musiche di Martin Gore.

### Edizioni britannica e europea
1. Leave in Silence – 4:47
2. My Secret Garden – 4:44
3. Monument – 3:13
4. Nothing to Fear – 4:16
5. See You – 4:32
6. Satellite – 4:41
7. The Meaning of Love – 3:05
8. A Photograph of You – 3:03
9. Shouldn't Have Done That – 3:14
10. The Sun & the Rainfall – 5:05

DVD bonus nella riedizione del 2006
- A Short Film

1. Depeche Mode: 1982 (The Beginning of Their So-called Dark Phase) – 27:09

- A Broken Frame in 5.1 and Stereo

1. Leave in Silence – 4:52
2. My Secret Garden – 4:46
3. Monument – 3:15
4. Nothing to Fear – 4:19
5. See You – 4:35
6. Satellite – 4:43
7. The Meaning of Love – 3:07
8. A Photograph of You – 3:04
9. Shouldn't Have Done That – 3:12
10. The Sun and the Rainfall – 5:06

- Live in Hammersmith, October 1982 in 5.1 and Stereo

1. My Secret Garden – 7:32
2. See You – 4:10
3. Satellite – 4:22
4. Nothing to Fear – 4:28
5. The Meaning of Love – 3:13
6. A Photograph of You – 3:31

- Additional Tracks

1. Now, This Is Fun – 3:27
2. Oberkorn (It's a Small Town) – 4:09
3. Excerpt from: My Secret Garden – 3:17

### Edizione statunitense
1. Leave in Silence – 6:28
2. My Secret Garden – 4:45
3. Monument – 3:14
4. Nothing to Fear – 4:16
5. See You – 4:35
6. Satellite – 4:40
7. The Meaning of Love – 3:06
8. Further Excerpt from: My Secret Garden – 4:20
9. A Photograph of You – 3:04
10. Shouldn't Have Done That – 3:10
11. The Sun & the Rainfall – 5:02

## Formazione
Hanno partecipato alle registrazioni, secondo le note di copertina:
Gruppo
- David Gahan – strumentazione, voce
- Martin Gore – strumentazione, voce
- Andrew Fletcher – strumentazione, voce

Produzione
- Daniel Miller – produzione
- Depeche Mode – produzione
- John Fryer – ingegneria del suono
- Eric Radcliffe – ingegneria del suono
- Brian Griffin – fotografia
- Martyn Atkins – design
- Ching Ching Lee – calligrafia

## Classifiche
| Classifica (1982) | Posizione massima |
| ----------------- | ----------------- |
| Germania          | 56                |
| Italia            | 88                |
| Nuova Zelanda     | 43                |
| Regno Unito       | 8                 |
| Stati Uniti       | 177               |
| Svezia            | 22                |